# Portodemouros (Villa de Cruces)
Portodemouros (oficialmente San Salvador de Portodemouros) es una parroquia española del municipio de Villa de Cruces, perteneciente a la provincia de Pontevedra, en la comunidad autónoma de Galicia. En 2022, tenía empadronados veintiséis habitantes.